# Basholi

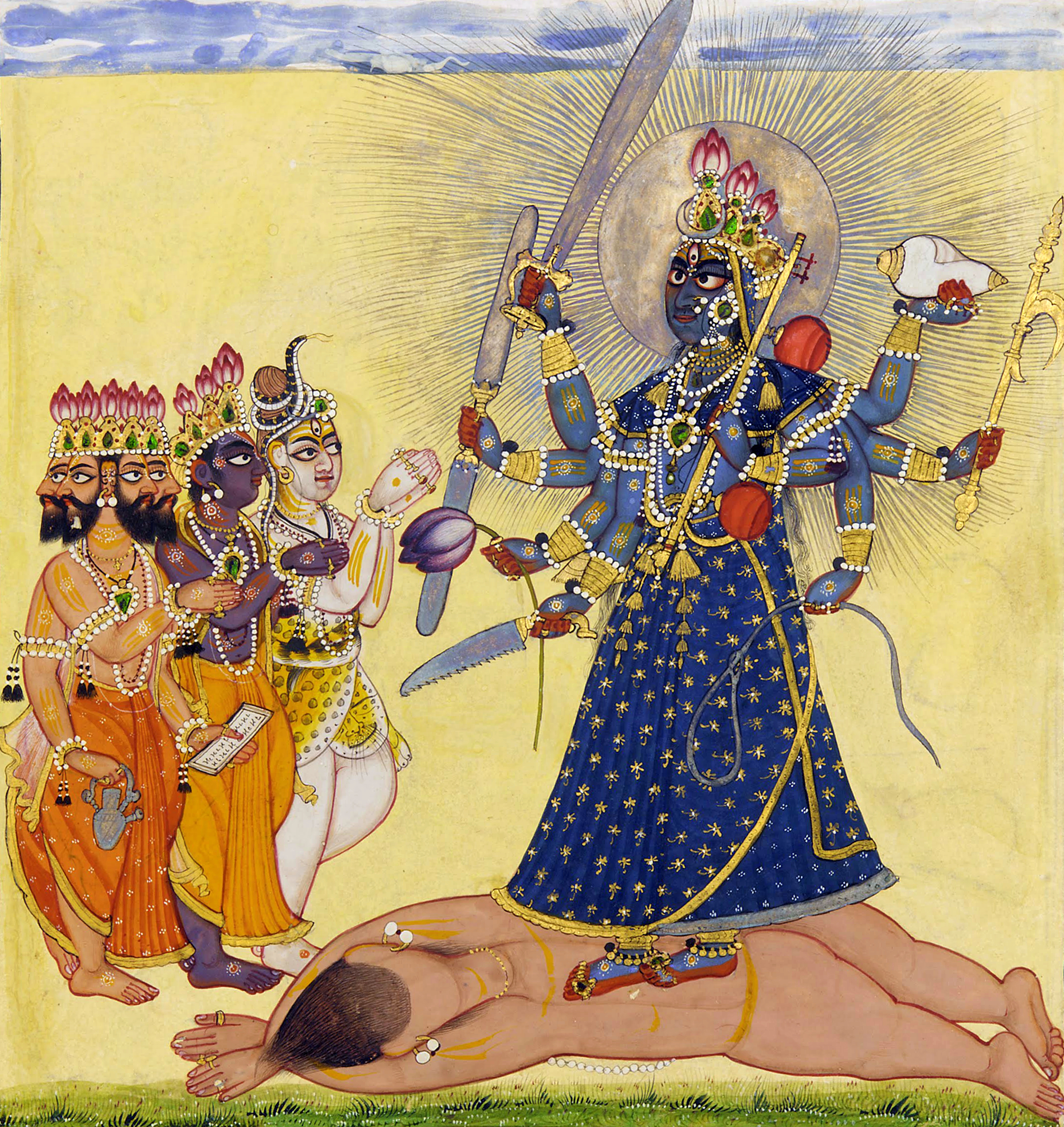
La Déesse Bhadrakali révérée par la Trimurti. Miniature de l'École de Basohli, réalisée vers 1660-1670. Freer Gallery of Art, Washington.

La peinture Basholi est la première école de la peinture Pahari (peinture rajput dans le Nord de l'Inde) au milieu du XVIIIe siècle. Elle émerge à la cour de Basohli, capitale d'un État princier des contreforts occidentaux de l'Himalaya, situé dans l'actuel état indien du Jammu-et-Cachemire.